# (4035) Téstor
(4035) Téstor es un asteroide perteneciente a los asteroides troyanos de Júpiter descubierto por Takeshi Urata y Kenzo Suzuki el 22 de noviembre de 1986 desde Toyota, Japón.

## Designación y nombre
Designado provisionalmente como 1986 WD. Fue nombrado por Téstor, quien era nieto de Apolo y padre de Calcas

## Características orbitales
Téstor orbita a una distancia media de 5,284 ua del Sol, pudiendo alejarse hasta 5,582 ua y acercarse hasta 4,986 ua. Su excentricidad es 0,05634 y la inclinación orbital 12,13 grados. Emplea en completar una órbita alrededor del Sol 4437 días.

## Características físicas
La magnitud absoluta de Téstor es 9,5. Tiene 68,46 km de diámetro y emplea 13,47 horas en completar una vuelta sobre su eje. Su albedo se estima en 0,0718.